# Cahuzac (Aude)
Cahuzac – to miejscowość i gmina we Francji, w regionie Oksytania, w departamencie Aude.
Według danych na rok 1990 gminę zamieszkiwały 32 osoby, a gęstość zaludnienia wynosiła 11 osób/km² (wśród 1545 gmin Langwedocji-Roussillon Cahuzac plasuje się na 868. miejscu pod względem liczby ludności, natomiast pod względem powierzchni na miejscu 1090).

## Zabytki
Zabytki w miejscowości posiadające status Monument historique:
- zamek w Cahuzac